# Cabreiros (Germade)
Cabreiros (llamada oficialmente Santa Mariña de Cabreiros) es una parroquia y una aldea española del municipio de Germade, en la provincia de Lugo, Galicia.

## Organización territorial
La parroquia está formada por veintiuno entidades de población, constando doce de ellas en el nomenclátor del Instituto Nacional de Estadística español:
- A Aloulada
- A Amosa
- A Carballosa
- A Fraga
- As Cernadas
- A Touza
- A Touzavella (A Touza Vella)
- Caschao
- Leboré
- Penachaíña
- O Castro
- O Chao
- O Empalme
- O Rego
- O Reguengo
- O Revellón
- Os Cabreiros (Cabreiros)
- O Tumbadoiro
- San Martiño
- San Victorio
- Vilacide

## Demografía

### Parroquia
| Gráfica de evolución demográfica de Cabreiros (parroquia) entre 2000 y 2019 |
|                                                                             |
| Datos según el nomenclátor publicado por el INE.                            |

### Aldea
| Gráfica de evolución demográfica de Cabreiros (aldea) entre 2000 y 2019 |
|                                                                         |
| Datos según el nomenclátor publicado por el INE.                        |